# KFC
KFC 또는 켄터키 프라이드 치킨(Kentucky Fried Chicken)은 미국의 얌! 브랜드의 패스트 푸드의 글로벌 체인점이다. 버거킹, 맥도날드하고 트로이카를 이루며, 아프리카, 북한(조선민주주의인민공화국), 서아시아 일부 국가를 제외한 전 세계 여러 나라에 진출해 있다. 켄터키주 루이빌에 본사를 둔 프라이드 치킨 전문 미국 패스트푸드 레스토랑 체인이다. 2019년 12월 기준 전 세계 150개국 22,621개 지점을 보유한 맥도날드 다음으로 세계에서 두 번째로 큰 레스토랑 체인(매출 기준)이다. 이 체인은 얌! 브랜즈는 피자헛 및 타코벨 체인을 소유한 레스토랑 회사이다.
KFC는 대공황 기간 동안 켄터키주 코빈에 있는 길가 레스토랑에서 프라이드치킨을 팔기 시작한 기업가 커널 샌더스 대령(1890~1980)에 의해 설립되었다. 샌더스는 레스토랑 프랜차이즈 개념의 잠재력을 확인하고 1952년 유타주 솔트레이크시티에 최초의 "켄터키 프라이드 치킨" 프랜차이즈를 오픈했다. KFC는 패스트푸드 업계에서 치킨을 대중화하고 햄버거의 기존 지배력에 도전하여 시장을 다각화했다. 자신을 "샌더스 대령"이라는 브랜딩을 통해 샌더스는 미국 문화사에서 저명한 인물이 되었으며 그의 이미지는 오늘날까지도 KFC 광고에 널리 사용되고 있다. 그러나 회사의 급속한 확장은 나이 많은 샌더스를 압도했고 샌더스는 1964년 존 Y. 브라운 주니어와 잭 C. 메시가 이끄는 투자자 그룹에 회사를 매각했다.
KFC는 1960년대 중반까지 캐나다, 영국, 멕시코, 자메이카에 매장을 열면서 국제적으로 확장한 최초의 미국 패스트푸드 체인 중 하나였다. 1970년대와 1980년대에는 요식업 경험이 거의 없거나 전무한 상태에서 일련의 기업 소유주 변화를 겪으면서 국내적으로 엇갈린 운세를 겪었다. 1970년대 초, KFC는 R. J. 레이널즈 식품 및 담배 대기업이 인수한 주류 유통업체인 휴블라인(Heublein)에 매각되었다. 그 회사는 체인을 펩시코에 매각했다. 그러나 체인은 계속해서 해외로 확장되었으며, 1987년에는 중국에서 문을 연 최초의 서양식 레스토랑 체인이 되었다. 이후 이 회사는 현재 회사의 단일 최대 시장인 중국에서 빠르게 확장했다. 펩시코는 레스토랑 부문을 트라이콘 글로벌 레스토랑(Tricon Global Restaurant)으로 분사했으며 나중에 이름을 얌! 브랜즈로 변경했다.
KFC의 오리지널 제품은 샌더스의 시그니처 레시피인 "11가지 허브와 향신료"로 양념한 압력 프라이드 치킨이다. 레시피의 구성 요소는 영업 비밀이다. 더 많은 양의 프라이드 치킨이 골판지 "버킷"에 담겨 제공되는데, 이는 1957년 프랜차이즈 가맹점인 피트 하먼(Pete Harman)이 처음 소개한 이후 체인점의 특징이 되었다. 1990년대 초부터 KFC는 메뉴를 확장하여 다음과 같은 다른 치킨 제품도 제공했다: 치킨 필레 샌드위치 및 랩뿐만 아니라 샐러드 및 프렌치 프라이 및 양배추 샐러드와 같은 반찬, 디저트 및 청량 음료. 후자는 종종 펩시코에서 공급된다. KFC는 "손가락을 핥기 좋다!"(It's Finger Lickin' Good!), "KFC만큼 치킨을 좋아하는 사람은 없다"(Nobody does chicken like KFC), "아주 좋다"(So good)라는 슬로건으로 유명하다.

## 개요

현재 KFC가 진출해 있는 국가

### 미국
주로 치킨 요리로 유명하나, 현재는 치킨, 햄버거, 감자 튀김, 비스킷, 타르트 등 다양한 메뉴를 함께 취급하고 있다. 창업자이자 KFC의 상징으로 켄터키주에서 닭튀김을 팔던 커널 샌더스가 맛을 구상해 냈으며, 피터 허먼과 손을 잡고 1952년 유타주 솔트레이크시티에 켄터키 프라이드 치킨(Kentucky Fried Chicken)이란 이름으로 첫 점포를 냈다. 본래 KFC는 켄터키 프라이드 치킨의 약칭이었는데, 현재는 KFC가 정식 명칭으로 바뀌고 켄터키 프라이드 치킨은 쓰지 않는다. 본사는 미국 켄터키주 루이빌에 있으며, 현재 전 세계 KFC 매장은 1만 개를 넘는다.
1964년 켄터키 프라이드 치킨은 2백만 달러에 매각되었으며, 몇 차례 주인이 바뀐 뒤 1986년 펩시코에게 넘어갔다. 1991년에는 정식 명칭을 약칭인 KFC로 변경하였다. 1997년 KFC는 피자헛, 타코벨과 함께 트라이콘이란 이름으로 독립되어 나왔으며, 이 후 2002년 트라이콘은 얌! 브랜즈로 사명을 변경하였다. 하지만 미국에서는 예전 펩시코 계열의 영향으로 KFC에서는 음료 제품은 펩시코 제품을 취급하며 코카콜라 제품을 볼 수 없다. 반면 대한민국에서는 처음 진출할 당시 코카콜라 제조권을 일부 가지고 있던 두산그룹에서 KFC를 도입하였기 때문에 그 영향으로 처음부터 KFC에서도 코카콜라 제품을 취급하였고, 그 후 두산그룹과 코카콜라와의 관계가 종료되었지만 현재까지도 계속 코카콜라 제품을 취급하고 있다. 그러나 최근 펩시코 제품을 취급하는 롯데칠성음료가 대한민국 내에서 KFC 운영권을 갖고 있는 SRS 코리아와 계약을 체결하여 펩시콜라를 공급하기로 했으나, SRS 코리아 측에서 장비 문제 등이 해결되지 않은 점을 들어 갑자기 롯데칠성음료와 계약을 취소하겠다고 하여 법정 다툼을 벌이게 되었다.

### 한국
대한민국에서는 1984년 두산그룹과의 합작으로 진출, 서울특별시 종로구에 켄터키 프라이드 치킨이라는 이름으로 첫 매장이 생겼다. 이후 미국 본사에서 약칭인 KFC를 더 널리 쓰자, 대한민국 내에서도 글로벌 브랜드에 맞춰 켄터키 프라이드 치킨과 현재의 KFC를 병행 사용하다가 켄터키 프라이드 치킨 명칭은 빼고 KFC의 이름만 쓰고 있다. 외식 산업 확대와 함께 매장수가 계속 늘어나 2001년 전국에 237개의 매장이 있었으나, 그 후 쇠퇴기에 접어들어 점차 줄어들기 시작, 2003년 209개, 2006년 170여 개, 2010년 130여 개로 감소하였다.
2014년 5월까지 두산그룹 산하 SRS 코리아에서 운영을 담당하다가 2014년 6월 매각하였으며, 2017년 2월 23일 KG그룹이 전격 인수하였다. KG그룹 계열에 편입한 후 매장 수가 계속 회복중에 있어, 잘 나가던 롯데리아와 맥도날드가 고전하고 있는 사이 버거킹, 맘스터치와 더불어 다시 선전하고 있는 추세이기도 하며 현재는 유니클로 수준의 아웃렛 매장수를 보유하고 있는 추세이며, 장기적으로는 2001년 당시 수준을 추월할 것으로 보였다. 하지만, 2016년부터 시작된 적자 추세가 2018년에 정점을 이루었고, 2020년까지 누적 적자만 474억 원에 달했다. 2021년에는 매출 2099억 원에 순이익 6억 원을 기록했으니, KFC가 순흑자를 낸 건 2015년 이후 처음이었다.
1984년 문을 열어 1호점으로서 상징성이 있었던 KFC 종로점이 2022년 1월 38년만에 문을 닫았다. 코로나19 사태가 장기화되면서 주변 상권이 크게 위축되었고, 위치상 높은 임대료가 부담이 된 데다 매장이 오래돼 유지, 보수에 드는 비용이 적잖게 들면서 결국 폐점을 결정한 것으로 전해졌다. 또한, 2023년 1월 12일 사모펀드 운용사 오케스트라PE에 KFC 지분 100% 매각하였다.

#### 대형마트 내
- 서울특별시: 이마트월계점
- 경기도: 홈플러스의정부점
- 인천광역시: 이마트동인천점, 홈플러스간석점
- 강원특별자치도: 이마트춘천점
- 세종특별자치시: 이마트세종점
- 부산광역시: 이마트연제점
- 경상남도: 이마트진주점
- 전북특별자치도: 롯데마트익산점

### 기타 지역
일본에서는 한국보다 24년 앞선 1960년에 정식으로 진출하였고, 법인이 세워진 것은 1970년 7월 초순이다. 자세한 사항은 일본 KFC 문서를 참고하라.
그리고 중화인민공화국의 경우 한국보다 3년 늦은 1987년 정식으로 진출, 성공적인 현지화 정책의 자부심이 있어 세계 최대의 KFC 매장을 보유하고 있으며, 중국에는 KFC 매장이 무려 5,000여 점포를 가지고 있어, KFC의 본고장인 미국을 제치고 세계 1위로 등극한 것으로 드러난다. 이 내용에 따른 자세한 사항은 중국 KFC 문서를 참고하라.
또한 짐바브웨의 경우 2013년부터 2018년까지 운영을 하다가 극심한 경기침체로 인해 철수되었으며, 짐바브웨에 있었던 KFC 매장들은 당시 2곳이 있었지만, 이는 닭과 미국 달러 같은 돈이 아예 없어 조달이 계속 지연되거나 단절된 상태가 지속되면서 어쩔 수 없이 KFC 매장을 아예 폐쇄하였던 것으로 드러나고 있다.

## 비법
KFC는 특별히 치킨에 '11가지 비밀양념'이라 불리는 양념재료를 첨가하고 있는데, 이 재료들은 창립자인 커널 샌더스가 직접 독자적으로 개발한 양념들로 재료명이나 과정 등은 커널 샌더스만이 알고 있으며 이외의 사람들에게는 철저히 비밀로 처리하고 있다. KFC 사내에서도 이를 '극비' 로 규정하여 외부노출을 차단하고 있다.

## 치킨류

### 트위스터
닭가슴살을 신선한 야채와 또띠아에 말아만든 메뉴이다.

### 오리지널치킨
KFC의 주력 메뉴이자 창립자인 커넬 샌더스가 독자적으로 개발한 치킨 메뉴이다. 생닭을 압력솥에 조리하여 커넬만이 알고있는 11가지 비밀 양념을 가미하여 고압 방식으로 조리한 치킨이다.

### 핫크리스피치킨
매운맛이 나는 KFC 치킨 메뉴로 치킨에 매운양념을 가미하여 매콤하고 바삭하게 튀겨낸 치킨이다.

### 텐더 스트립스(텐더)
닭가슴살을 위주로 뼈를 제거하여 순살로 이루어진 치킨이다.

### 핫윙
닭날개 위주로 조리하여 바삭하고 매콤한 맛을 내는 치킨이다.

### 블랙 라벨 치킨
닭다리 통살로 조리한 치킨이다.

## 버거류
- 치즈그릴버거
- 치킨바베큐버거
- 징거버거
- 핫치즈징거버거
- 타워버거
- 징거더블맥스
- 블랙라벨클래식버거
- 빨간맛버거
- 오리지널버거 - KFC 오리지널 치킨으로 만든 패티로 만든 버거
- 블랙라벨폴인치즈버거

## 지역메뉴
KFC는 약 300개의 지역 특화 메뉴가 있다. 미국과 영국에서는 그릴드 치킨을 판매하며, 이슬람 국가에서는 할랄 치킨을 판매한다. 아시아 국가에서는 매운맛을 강조한 징거 치킨 버거도 판매하고 있다.

## 비판

### 환경 단체
KFC는 아마존강 삼림을 파괴한다고 비판받고 있다. KFC용 닭의 사료인 콩을 공급하는 카길이 불법적으로 콩을 수출한다고 알려졌기 때문이다. 그린피스는 KFC로 하여금 카길로부터의 콩 수입을 중단하고 아마존강의 삼림파괴를 그만두라고 요구하고 있다.

### 동물 보호 단체
2003년부터 동물의 윤리적인 대우를 바라는 사람들(이하 PETA)을 중심으로 한 몇몇 동물권 단체와 동물 복지 단체들은 KFC의 닭 사육방식과 환경에 문제를 제기해왔다. 이들 단체들은, KFC 동물 복지 자문 위원회의 권고사항이 무시당한다고 주장한다. 자문 위원회의 위원이었던 아델 더글라스는 시카고 타임스와의 인터뷰에서 "KFC는 우리와 단 한 번의 회의도 한 적이 없다. 그들은 어떤 충고사항도 우리에게 묻지 않았지만 언론에는 동물 복지 위원회가 있다고 떠벌리기만 했다. 나는 내 자신이 이용당하는 느낌이었다"라고 밝히기도 했다.
KFC는 자신들이 사용하는 닭들은 몇몇 하청업체에서 받아 사용하는 것일 뿐이며 이 업체들 또한 동물 복지를 위반하였는지 지속적으로 감시를 받고 있다고 말했다. PETA는 이 닭들이 부리를 잘리고 벽에 산 채로 던져지며 비좁은 공간 속에서 살고 있다며 전 세계에서 반 KFC 시위를 진행하고 있는데 한국에서도 2007년 부산에서 KFC 반대 시위를 한 적이 있다.
2008년 6월, KFC 캐나다는 PETA의 더 나은 복지 수준 요구를 받아들이고 65%에 달하는 매장에 채식주의자 샌드위치를 판매하기로 결정했다.

### 광고
한 광고에서 "자기야~ 나 기분전환 겸 빽 하나만 사줘"라는 문구가 상단에 제시되어있고, 그 밑에는 불꽃 그림과 "그럼 내 기분은?" 이라고 적혀있다. 여자친구가 명품 가방을 사달라고 이야기하자, 그 말을 들은 남자친구는 화가 나는 상황을 표현하였다. 해당 제품은 "숯놈들의 버거"라는 주제를 내세웠다. 이에 KCF코리아 마케팅 관계자는 "최근 화제가 되고 있는 광고로 인하여 많은 분들께 심려를 끼쳐서 죄송하다. 해당 소재 광고는 모두 철거됐다. 문제발생 직후부터 전 직원이 최선을 다하여 할 수 있는 모든 조치를 취하고 있다. 이번 사태 책임자로써 실망을 안겨드린 모든 분들께 다시 한 번 진심으로 사과한다" 라고 사과하였다.

## 갤러리

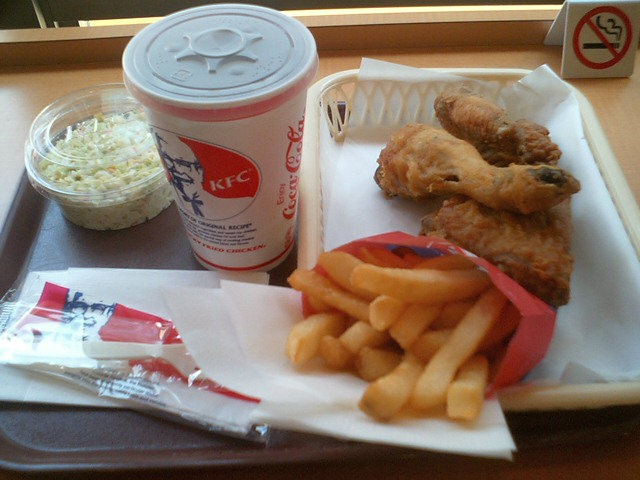
KFC 세트메뉴
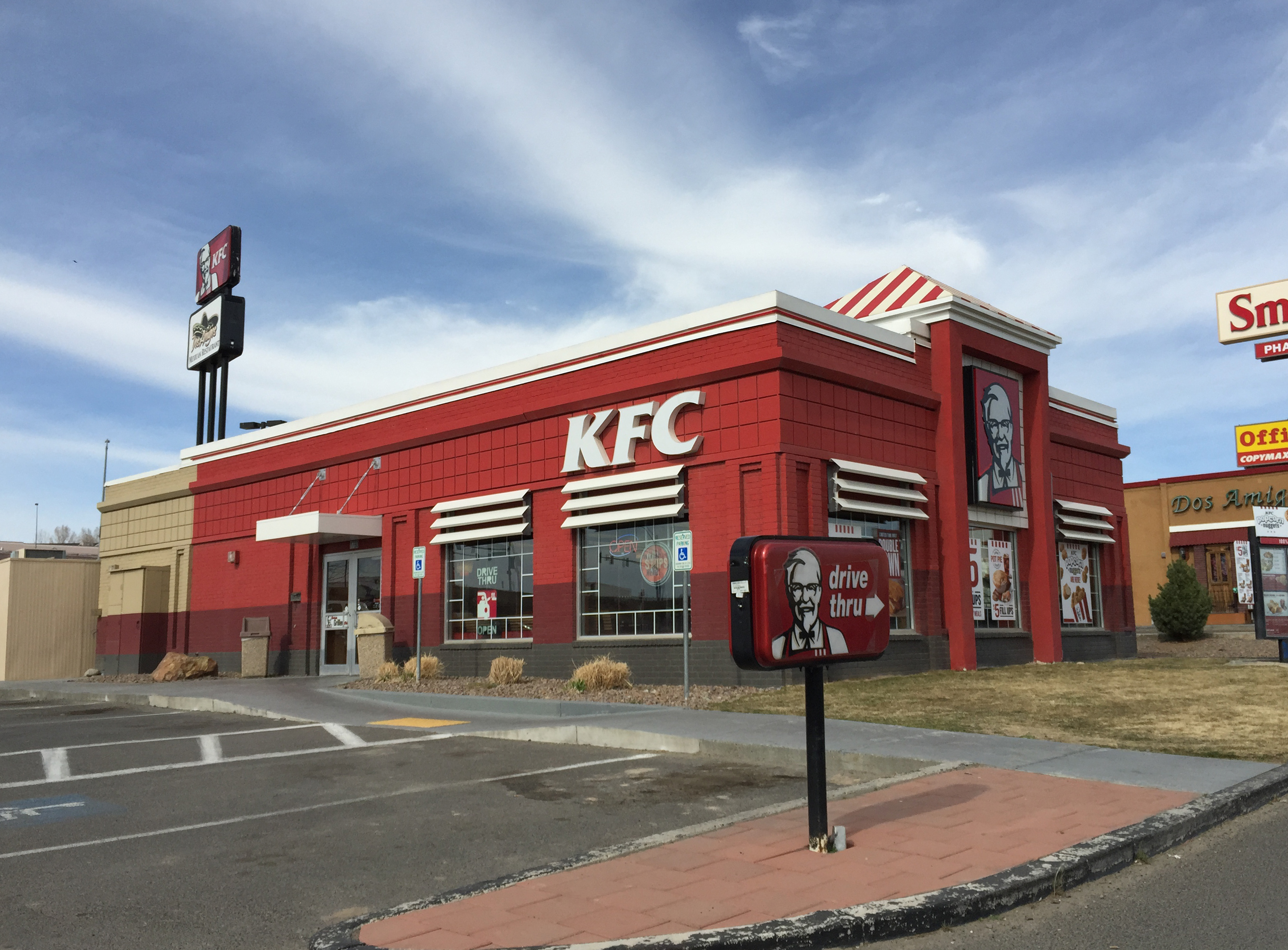
미국 네바다주에 있는 KFC 점포
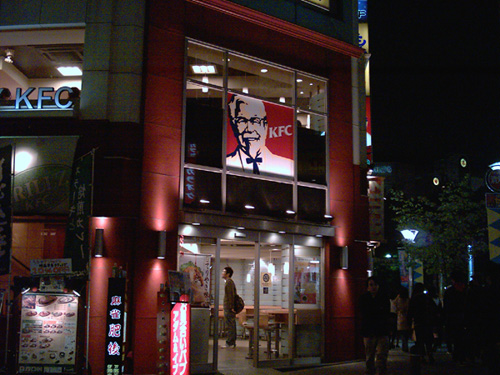
일본 도쿄에 있는 KFC 점포
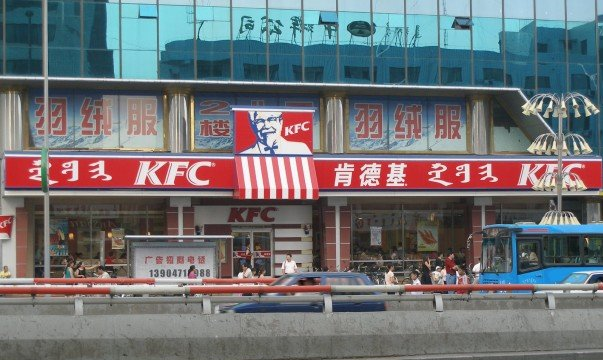
중국 내몽골 자치구 후허하오터에 있는 KFC 점포
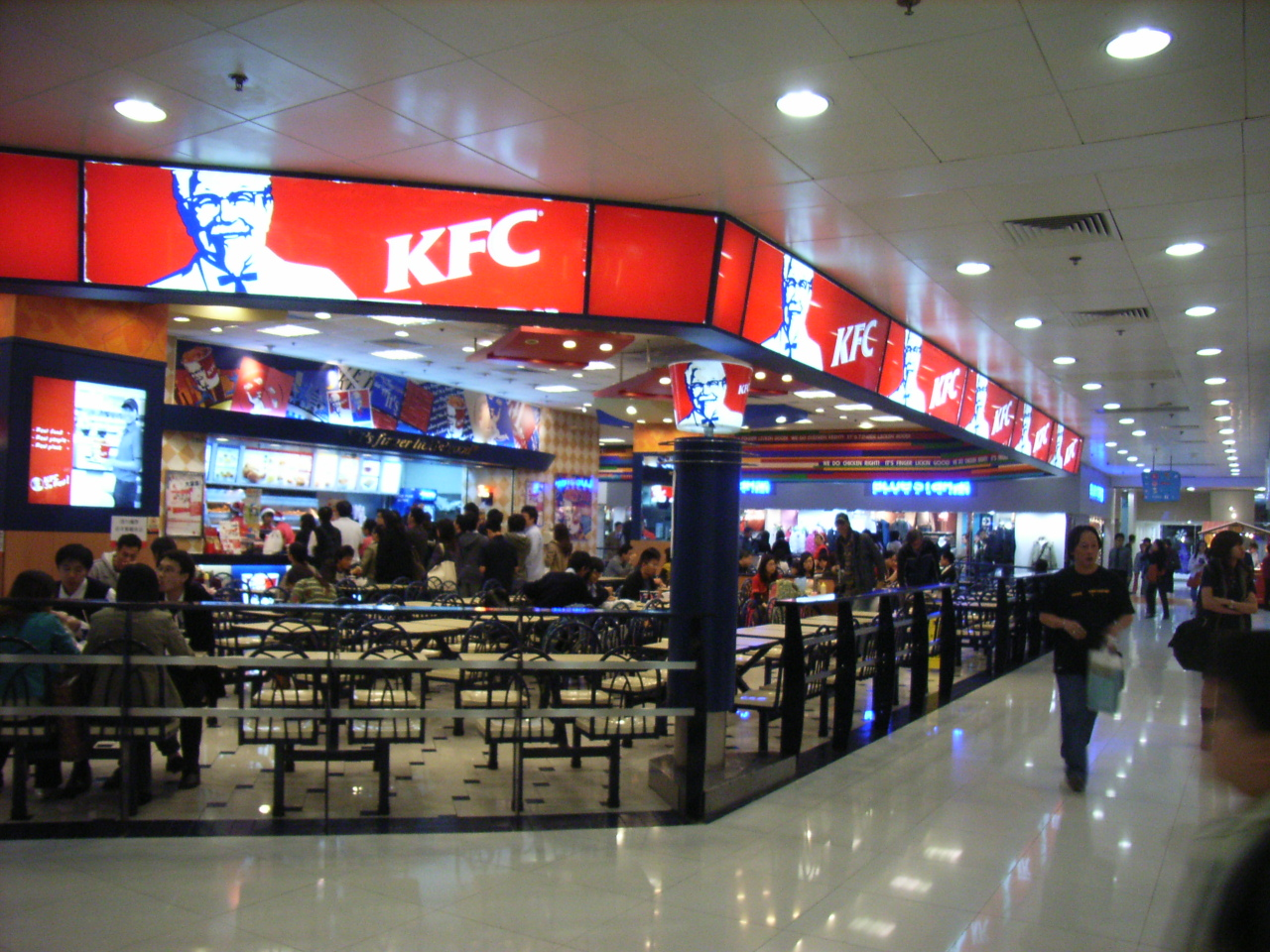
홍콩에 있는 한 KFC 점포
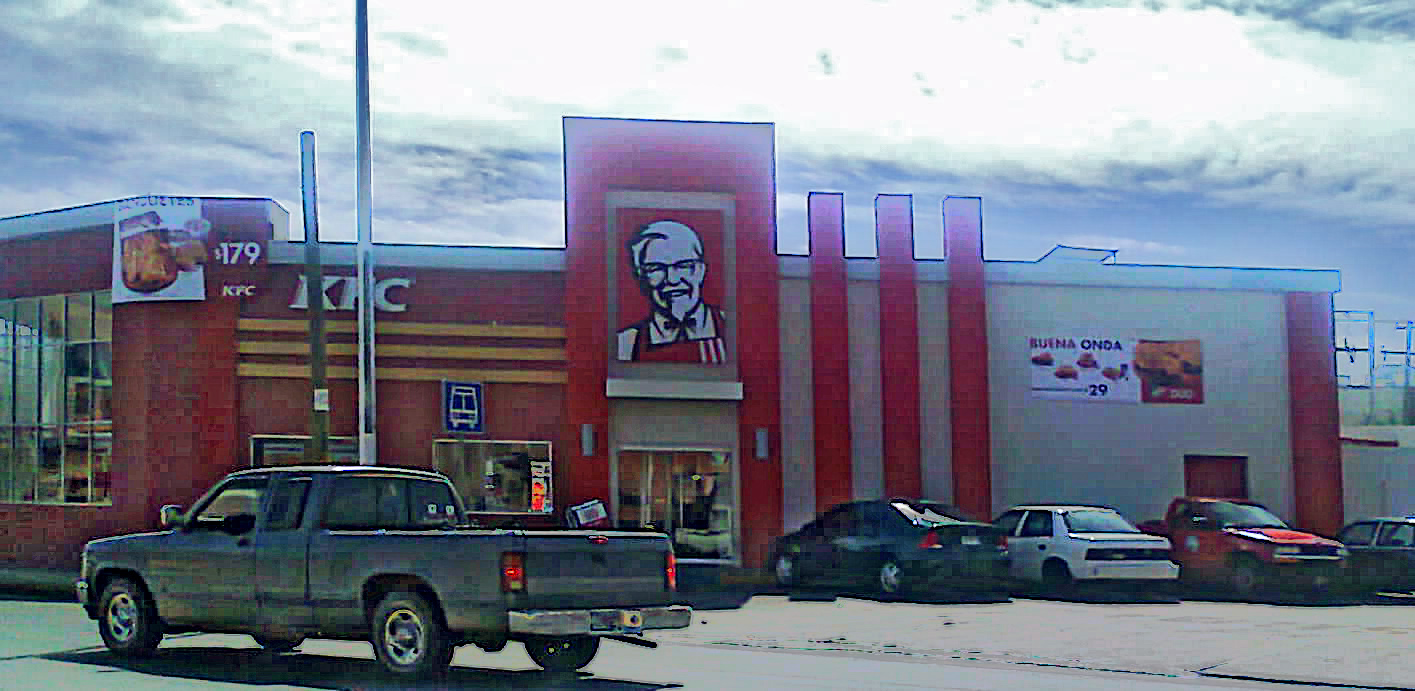
멕시코에 있는 KFC
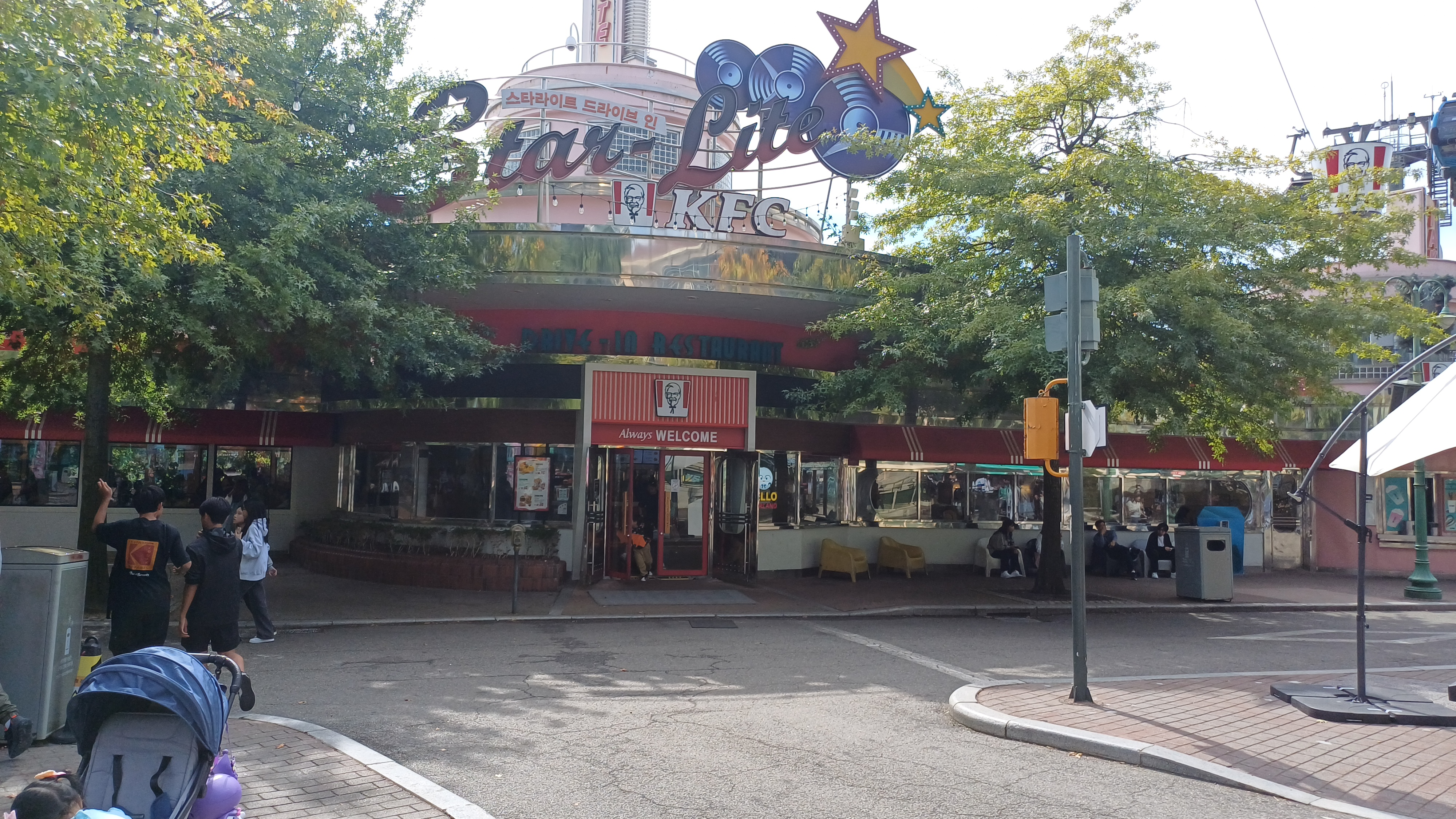
대한민국 용인 에버랜드점

## 같이 보기
- 일본 KFC
- 중국 KFC (현지에서는 컨더지라고 함)
- 이스라엘 KFC
- 남아프리카 공화국 KFC
- 태국 KFC
- 할리스 커피